# Wilhelm Friedrich von Starck
Wilhelm Friedrich von Starck (* 16. November 1835 in Kassel; † 1. Dezember 1913 in Wolfhagen) (Laar ?) war ein deutscher Verwaltungsjurist, der als Staatsminister des Fürstentums Schwarzburg-Rudolstadt Bedeutung erlangte.
Wilhelm Friedrich von Starck war der Sohn eines kurhessischen Staatsrats. Er studierte Rechtswissenschaften und war seit 1858 im kurhessischen Justizdienst tätig. Während seines Studiums wurde er 1854 Mitglied der Alten Marburger Burschenschaft Germania. Er war zunächst Obergerichts-Referendar und ab 1863 Oberfinanzassessor. 1865 heiratete er in Kassel Charlotte von Baumbach (1844 in Kassel; † 1914 ebenda). Das Ehepaar hatte zwei Töchter und den Sohn Karl von Starck, preuß. Regierungspräsident, der später die Güter, zusammen 1134 ha, des Vaters übernahm.
Mit der Annexion Kurhessens durch Preußen kam er 1866 in preußische Dienste. Er wurde Regierungsassessor und 1870 Verwalter des Landratsamts Marburg. 1874 wurde er Regierungsrat beim Oberpräsidium in Kassel und 1880 dort zweiter Rat. Im Jahr 1886 wurde von Starck als Oberregierungsrat und Stellvertreter des Regierungspräsidenten nach Frankfurt an der Oder versetzt.
Am 1. April 1888 verließ er den preußischen Staatsdienst und wurde als Minister ins Fürstentum Schwarzburg-Rudolstadt berufen. Am 23. August 1888 erhielt er den Titel eines Geheimrats und das Prädikat Excellenz. Ab 1889 leitete er zusätzlich die Ministerialabteilung des Inneren und ab 1900 die der Finanzen.
Am 1. April 1903 trat er aus Gesundheitsgründen in den Ruhestand und lebte dann auf seinem Gut Laar.